# NGC 4198
NGC 4198 = IC 778 ist eine linsenförmige Galaxie mit aktivem Galaxienkern vom Hubble-Typ S0/a im Sternbild Großer Bär am Nordsternhimmel. Sie ist schätzungsweise 421 Millionen Lichtjahre von der Milchstraße entfernt und hat einen Durchmesser von etwa 125.000 Lichtjahren. 

Im selben Himmelsareal befindet sich u. a. die Galaxie NGC 4172.
Das Objekt wurde am 14. April 1789 vom deutsch-britischen Astronomen Wilhelm Herschel entdeckt.